# Vytautas Mikelionis
Vytautas Mikelionis (* 1. Dezember 1961 in Akuočiai, Rajongemeinde Lazdijai) ist ein litauischer sozialliberaler Politiker.

## Leben
Nach dem Abitur 1980 an der Mittelschule Seirijai bei Alytus absolvierte er 1985 das Diplomstudium an der Lietuvos žemės ūkio akademija in Kaunas und wurde Ingenieur und Mechaniker. 2007 absolvierte er das Masterstudium der Verwaltung an der  Kauno technologijos universitetas.
Von 1991 bis 1995 war er Bürgermeister und von 2003 bis 2007 leitete er als Administrationsdirektor die Verwaltung der Rajongemeinde Alytus. 
1999 war er Mitglied von Naujoji sąjunga. Er ist Mitglied der Darbo partija.